# 430-km-Rennen auf dem Nürburgring 1991

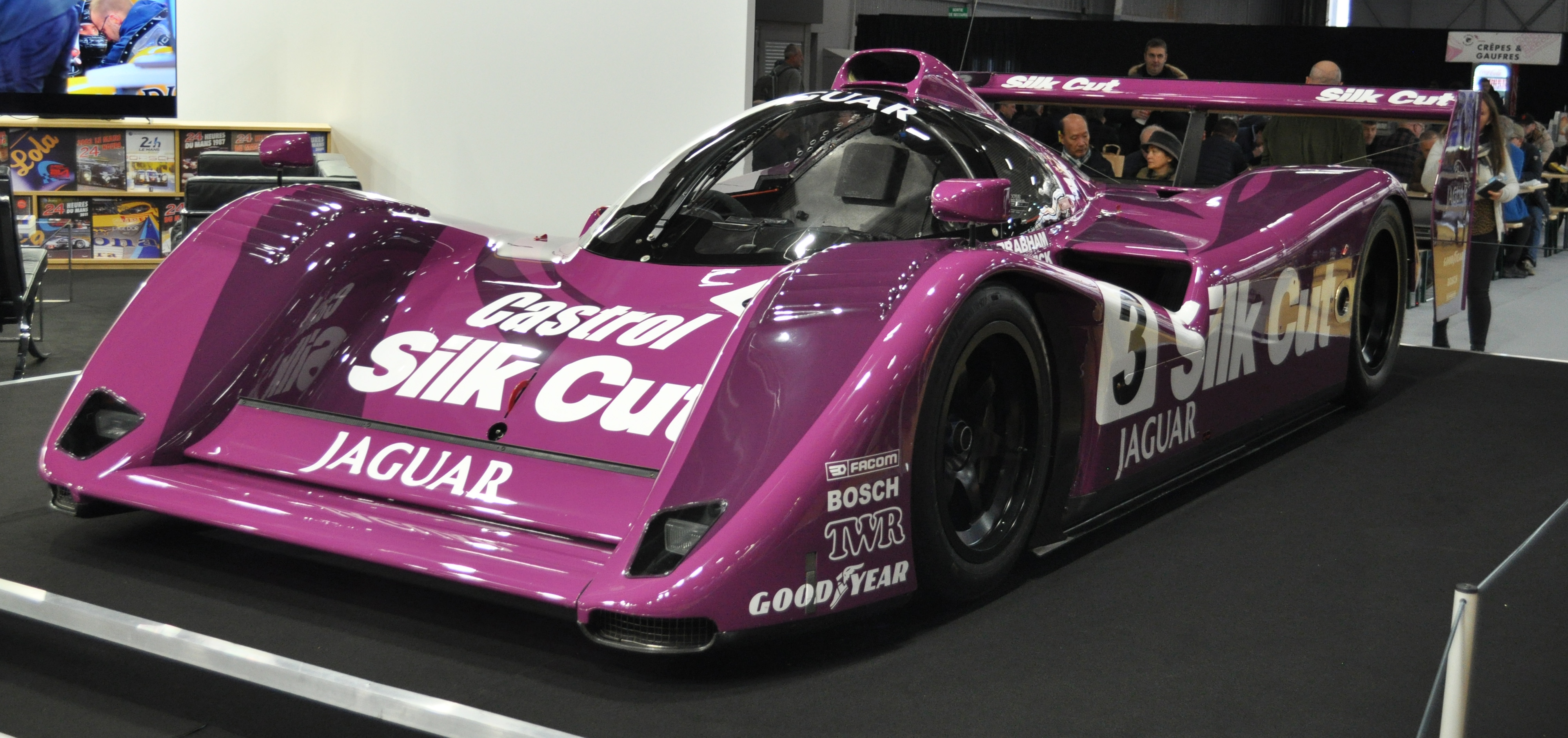
Siegerwagenmodell Jaguar XJR-14

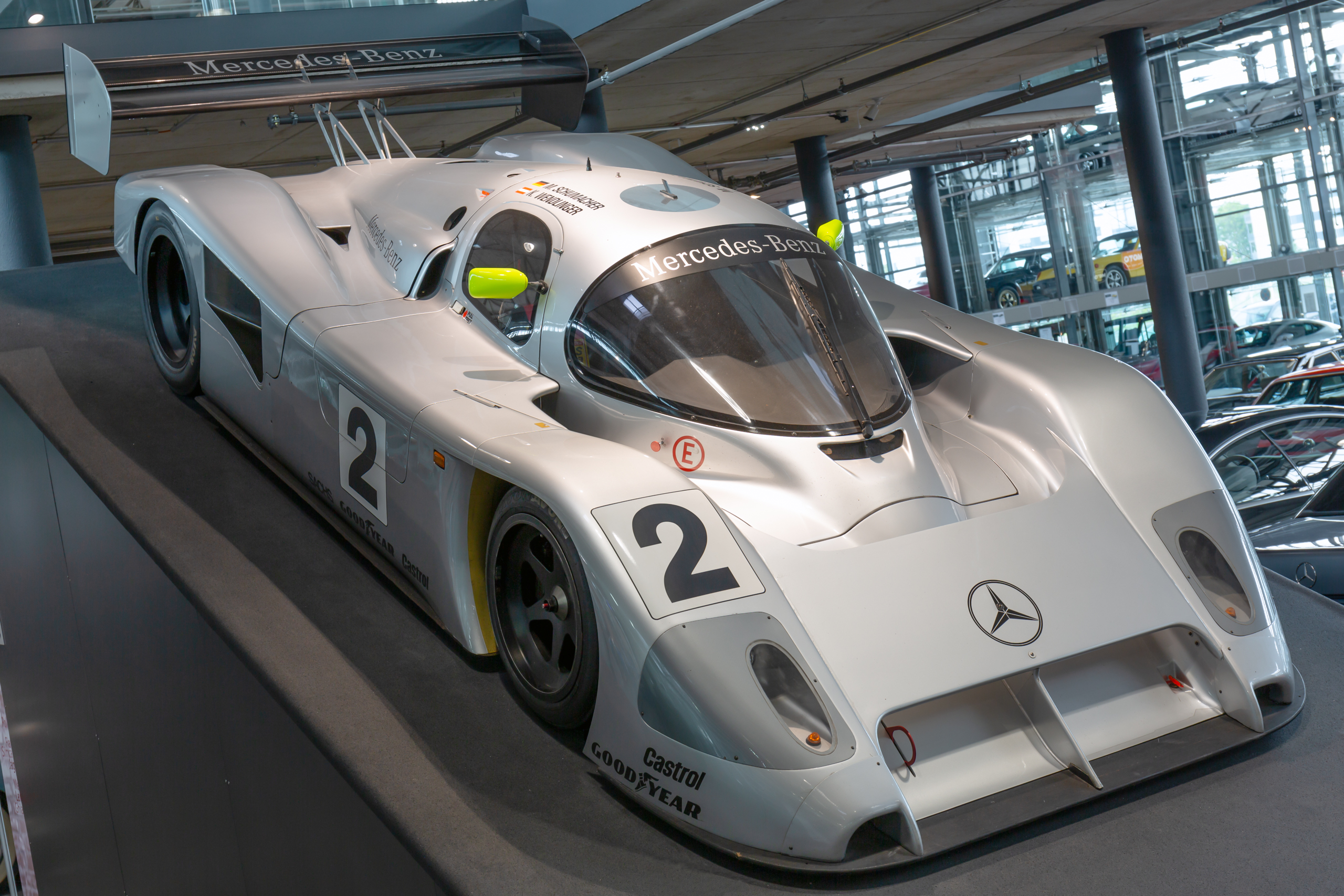
Beide gemeldeten Mercedes-Benz C291 fielen aus

Das 36. 1000-km-Rennen auf dem Nürburgring, verkürzt auf eine 430-km-Distanz, auch ADAC Sportwagen Weltmeisterschaft, Nürburgring, fand am 18. August 1991 auf dem Nürburgring statt und war der fünfte Wertungslauf der Sportwagen-Weltmeisterschaft dieses Jahres.

## Das Rennen
Das Rennen 1991 war der letzte Wertungslauf auf dem Nürburgring im Rahmen der Sportwagen-Weltmeisterschaft. Seit 1953 fanden auf der Nordschleife und dem Grand-Prix-Kurs 35 Langstreckenrennen statt, die einen Weltmeisterschaftsstatus hatten. 1991 gas es die 36. Veranstaltung dieser Art.
Enttäuschend verlief das Rennwochenende für das Team Sauber Mercedes. Bereits im Training gab es bei beiden Mercedes-Benz C291 Motorschäden. Dazu der Technische Leiter von Sauber Mercedes, Hermann Hiereth: „Das Getriebe war noch auf die mindere Leistung übersetzt, bei der erhöhten Beanspruchung zerbarst das Zylindergehäuse. Das Gussteil ist zu dünn, vermutlich ein Zuliefererfehler.“ Die Probleme setzten sich im Qualifikationstraining und im Rennen fort. Nach nur 18 Runden am Renntag musste Michael Schumacher, der im Ersatzwagen startete, den Mercedes mit der Startnummer 2T an den Boxen abstellen, da eine Drosselklappenwelle gebrochen war. Eine halbe Stunde später rollte der Jean-Louis Schlesser/Jochen-Mass-Wagen mit einem Getriebeschaden aus. Jürgen Hubbert, Vorstand der Mercedes-Benz AG sagte nach dem Rennen: „Bevor wir in dieser Rennserie nicht erfolgreich sind, brauchen wir auch nicht an einen Einstieg in die Formel 1 zu denken.“
Nicht viel besser erging es dem Mercedes-Konkurrenten Peugeot. In der achten Runde platzte am Peugeot 905 Evo 1 Bis von Keke Rosberg der Motor. Das auslaufende Öl geriet auf die Hinterräder und Rosberg drehte sich in eine Auslaufzone. Der zweite Peugeot, der zwischenzeitlich in Führung lag, hatte ebenfalls einen Motorschaden. Nach den Ausfällen bei Mercedes-Benz und Peugeot gelang dem Jaguar-Team von Tom Walkinshaw ein Doppelsieg, den die drei Fahrer Derek Warwick, David Brabham und Teo Fabi einfuhren. Der drittplatzierte Kremer-Porsche 962, gefahren von Manuel Reuter und Harri Toivonen, hatte schon sechs Runden Rückstand.

## Ergebnisse

### Schlussklassement
| 1                  | Cat. 1 | 3   | Silk Cut Jaguar        | Derek Warwick David Brabham        | Jaguar XJR-14         | 95 |
| 2                  | Cat. 1 | 3   | Silk Cut Jaguar        | Teo Fabi David Brabham             | Jaguar XJR-14         | 95 |
| 3                  | Cat. 2 | 11  | Porsche Kremer Racing  | Manuel Reuter Harri Toivonen       | Porsche 962 CK6       | 89 |
| 4                  | Cat. 2 | 59  | Team Salamin Primagaz  | Jürgen Oppermann Otto Altenbach    | Porsche 962C          | 89 |
| 5                  | Cat. 2 | 18  | Mazdaspeed             | Maurizio Sandro Sala Dave Kennedy  | Mazda 787             | 89 |
| 6                  | Cat. 2 | 12  | Courage Compétition    | Lionel Robert François Migault     | Cougar C26S           | 89 |
| 7                  | Cat. 2 | 17  | Repsol Brun Motorsport | Jesús Pareja Walter Brun           | Porsche 962C          | 88 |
| 8                  | Cat. 2 | 55  | Porsche Kremer Racing  | Otto Rensing Mercedes Stermitz     | Porsche 962 CK6       | 87 |
| 9                  | Cat. 2 | 57  | Konrad Motorsport      | Harald Becker Franz Konrad         | Porsche 962C          | 87 |
| Nicht klassiert    |        |     |                        |                                    |                       |    |
| 10                 | Cat. 2 | 14  | Team Salamin Primagaz  | Antoine Salamin Pierre Yver        | Porsche 962C          | 84 |
| Ausgefallen        |        |     |                        |                                    |                       |    |
| 11                 | Cat. 1 | 5   | Peugeot Talbot Sport   | Mauro Baldi Philippe Alliot        | Peugeot 905 Evo 1 Bis | 56 |
| 12                 | Cat. 1 | 8   | Euro Racing            | Cor Euser Charles Zwolsman senior  | Spice SE90C           | 47 |
| 13                 | Cat. 1 | 7   | Louis Descartes        | Ranieri Randaccio Mirko Savoldi    | Spice SE89C           | 43 |
| 14                 | Cat. 1 | 1   | Team Sauber Mercedes   | Jean-Louis Schlesser Jochen Mass   | Mercedes-Benz C291    | 28 |
| 15                 | Cat. 1 | 2T  | Team Sauber Mercedes   | Michael Schumacher Karl Wendlinger | Mercedes-Benz C291    | 10 |
| 16                 | Cat. 2 | 15  | Veneto Equipe          | Almo Coppelli                      | Lancia LC2            | 10 |
| 17                 | Cat. 1 | 6   | Peugeot Talbot Sport   | Keke Rosberg Yannick Dalmas        | Peugeot 905 Evo 1 Bis | 8  |
| 18                 | Cat. 2 | 13  | Courage Compétition    | Marco Brand Andrea Filippini       | Cougar C26S           | 6  |
| Nicht gestartet    |        |     |                        |                                    |                       |    |
| 19                 | Cat. 1 | 16  | Repsol Brun Motorsport | Oscar Larrauri Gregor Foitek       | Brun C91              | 1  |
| 20                 | Cat. 1 | 2   | Team Sauber-Mercedes   | Michael Schumacher Karl Wendlinger | Mercedes-Benz C291    | 2  |
| 21                 | Cat. 1 | 3T  | Silk Cut Jaguar        | Derek Warwick David Brabham        | Jaguar XJR-14         | 3  |
| 22                 | Cat. 1 | 8T  | Euro Racing            | Cor Euser Charles Zwolsman senior  | Spice SE90C           | 4  |
| 23                 | Cat. 2 | 17T | Repsol Brun Motorsport | Jesús Pareja Walter Brun           | Porsche 962C          | 5  |
| 24                 | Cat. 1 | T   | Peugeot Talbot Sport   |                                    | Peugeot 905           | 6  |
| Nicht qualifiziert |        |     |                        |                                    |                       |    |
| 25                 | Cat. 1 | 21  | Konrad Motorsport      | Franz Konrad Stefan Johansson      | Konrad KM-011         | 7  |

1 Getriebeschaden im Training
2 Schumacher und Wendlinger starteten mit dem Ersatzwagen
3 Ersatzwagen
4 Ersatzwagen
5 Ersatzwagen
6 Ersatzwagen
7 nicht qualifiziert

### Nur in der Meldeliste
Hier finden sich Teams, Fahrer und Fahrzeuge, die ursprünglich für das Rennen gemeldet waren, aber aus den unterschiedlichsten Gründen daran nicht teilnahmen.
| Pos. | Klasse | Nr. | Team            | Fahrer                            | Chassis      |
| ---- | ------ | --- | --------------- | --------------------------------- | ------------ |
| 26   | Cat. 1 | 7   | Louis Descartes | Patrick Gonin Luigi Taverna       | ALD C91      |
| 27   | Cat. 1 | 56  | Brun Motorsport | Philippe de Henning Gregor Foitek | Porsche 962C |

### Klassensieger
| Klasse | Fahrer        | Fahrer         | Fahrzeug        | Platzierung im Gesamtklassement |
| ------ | ------------- | -------------- | --------------- | ------------------------------- |
| Cat. 1 | Derek Warwick | David Brabham  | Jaguar XJR-14   | Gesamtsieg                      |
| Cat. 2 | Manuel Reuter | Harri Toivonen | Porsche 962 CK6 | Rang 3                          |

### Renndaten
- Gemeldet: 27
- Gestartet: 18
- Gewertet: 9
- Rennklassen: 2
- Zuschauer: 29.000
- Wetter am Renntag: warm und trocken
- Streckenlänge: 5,542 km
- Fahrzeit des Siegerteams: 2:23:41,028 Stunden
- Gesamtrunden des Siegerteams: 95
- Gesamtdistanz des Siegerteams: 431,390 km
- Siegerschnitt: 180,183 km/h
- Pole Position: Teo Fabi – Jaguar XJR-14 (#4) – 1:19,519 = 205,626 km/h
- Schnellste Rennrunde: Teo Fabi – Jaguar XJR-14 (#4) – 1:21,553 = 200,498 km/h
- Rennserie: 5. Lauf zur Sportwagen-Weltmeisterschaft 1991